# Canal Ocasión
El canal Ocasión  es uno de los canales fueguinos que comunica el canal Cockburn con el canal Brecknock en la entrada occidental del canal Beagle. Su navegación evita la mar gruesa que normalmente se encuentra en esa sector. Corre aproximadamente unas 10½ millas por el lado oriente de la isla Aguirre y la costa occidental de la península Brecknock de la Tierra del Fuego en la región austral de Chile.
Administrativamente pertenece a la Región de Magallanes y Antártica Chilena, Provincia Antártica Chilena, comuna Cabo de Hornos. El canal queda dentro del parque nacional Alberto de Agostini
Desde hace aproximadamente 6000 años hasta mitad del siglo XX sus costas fueron habitadas por el pueblo kawesqar. A comienzos del siglo XXI este pueblo había sido prácticamente extinguido por la acción del hombre blanco.

## Recorrido
En su corto recorrido de aproximadamente 10½ millas va tomando distintas direcciones al ir contorneado la isla Aguirre. Inicialmente, desde su separación del canal Cockburn, corre por unas 3 millas en dirección SE, luego se dirige por otras 3½ millas en dirección SSE, rodea la punta SE de la isla Aguiire y corre por unas 3 millas en dirección SW y finalmente se dirige por 1 milla en dirección sur hasta unirse con el canal Brecknock.
La navegación de este canal es conveniente para buques de tonelaje pequeño que deseen evitar la mar gruesa que generalmente se encuentra en la entrada W del canal Brecknock.

## Geología y orografía
Por la constitución del suelo, las islas por las que corre el canal parecen pertenecer al período terciario. Constituyen la continuación del extremo sur de América. Las montañas de dichas islas, separadas por grandes cataclismos que formaron las depresiones que llenó después el mar, pertenecen al sistema andino; las llanuras ofrecen gran analogía con las estepas de la Patagonia.
Bajo el punto de vista de su orografía y relieve el archipiélago fueguino se divide en dos secciones: la zona insular o cordillerana y la zona pampeana. El canal Ocasión está en la zona cordillerana o insular.

## Climatología
Chubascos compuestos de agua y granizo producen cerrazones muy intensas que pueden causar accidentes en las naves que navegan el canal, por lo que se recomienda hacerlo a velocidad moderada.

## Mareas y corrientes
La corriente de flujo tira hacia el oriente, es de regular intensidad y siempre mayor que la de reflujo. Estas corrientes hacen desaparecer los islotes, arrecifes y bajos señalados por sargazos que hay en el canal.

## Historia
Desde hace unos 6000 años sus aguas eran recorridas por el pueblo kawésqar, nómades canoeros, recolectores marinos. Esto duró hasta mediados del siglo XX en que prácticamente ya habían sido extinguidos por la acción del hombre blanco que pretendió civilizarlos.
El canal queda en territorio kawésqar, pero era visitado frecuentemente por los indígenas yámanas quienes lo utilizaban para llegar hasta las islas Capitán Aracena, Skyring y otras cercanas donde obtenían pirita de hierro, mineral con el que conseguían las chispas necesarias para encender fuego.
A fines del siglo XVIII, a partir del año 1788 comenzaron a llegar a la zona los balleneros, los loberos y cazadores de focas ingleses y estadounidenses y finalmente los chilotes.
Entre el 28 de enero y el 16 de febrero de 1830 el comandante Robert Fitz Roy con el HMS Beagle permaneció fondeado en puerto Townshed de la isla London del grupo de las islas Camden. Durante este período subió al monte Horacio, efectuó trabajos hidrográficos e inició la búsqueda de los indígenas que le robaron una ballenera al teniente Murray. Este episodio del robo de la ballenera tuvo por desenlace la captura de cuatro fueguinos, tres kawesqar y un yagán que fueron llevados por Fitz Roy hasta Inglaterra.

## Islas

### Isla Guía
Ubicada en L: 54°30'S y G:72°02'W está a corta distancia del extremo occidental de la península Brecknock. Tiene 54 metros de altura y en su parte más alta hay instalada una baliza piramidal de 5,3 metros. Como a 3 cables al SSW se encuentra la roca Rompientes, la que es siempre visible.

### Isla Aguirre
Situada en el extremo del canal Brecknock y separada por el Ocasión de la península Brecknock. Mide 5 millas de largo por 2 de ancho. Muy alta y de relieve muy irregular. En su parte NW se eleva el pico Ursus de 621 metros de altura.
Su costa occidental abierta al canal Brecknock es muy rocosa y azotada continuamente por el oleaje que viene del océano Pacífico. Casi no tiene vegetación, especialmente en los sectores abiertos al SW.

## Caletas

### Caleta Brecknock
Mapa de la caleta
En la costa NE del canal Ocasión hay un seno de aguas limpias y profundidades de entre 30 y 80 metros llamado seno Ocasión en cuya costa NE se encuentra la caleta Brecknock. Es pequeña, tiene 1 cable de radio de borneo en el fondeadero y es recomendable sólo para naves de pequeño porte. En su parte norte hay una gran cascada.

### Caleta Luz
Mapa de la caleta
Situada en la costa NE de la isla Aguirre. Es un tenedero de emergencia para las naves que navegan el canal Ocasión. El tenedero es de arena y conchuela.

## Penínsulas

### Península Brecknock
Artículo principal: Península Brecknock
Es el extremo occidental de la isla Grande de Tierra del Fuego. Desde la isla Grande se proyecta hacia el WNW en dirección a la isla Aguirre y a la costa S y SW de las islas del grupo Camden. Está separada de la isla Aguirre por el canal Ocasión y del grupo Camden por el canal Brecknock.
Sus costas son irregulares y recortadas por senos que se internan en su territorio y puntas y cabos que se proyectan hacia las aguas que la rodean